# Karl von der Foehr
Eduard Karl von der Foehr (* 9. Dezember 1863 in Nordhausen; † 26. Oktober 1924 in Zwickau) war ein sächsischer Generalmajor.

## Leben

### Herkunft
Karl von der Foehr war der Sohn des gleichnamigen Nordhäuser Stadtrats und Gärtner, Carl von der Foehr, welcher zahlreich geehrt wurde (Van-der-Foehr-Damm, Foehr-Siedlung).

### Militärkarriere
Foehr trat 1884 in das 4. Infanterie-Regiment Nr. 103 der Sächsischen Armee ein und avancierte bis Mitte Januar 1886 zum Sekondeleutnant. Er wurde am 24. März 1893 zum Premierleutnant befördert und am 1. April 1897 in das neuerrichtete 13. Infanterie-Regiment Nr. 178 versetzt. Nachdem er am 26. März 1899 zum Hauptmann befördert wurde, erfolgte eine weitere Versetzung als Chef der 2. Kompanie im 3. Infanterie-Regiment Nr. 102 „Prinzregent Luitpold von Bayern“. Anlässlich eines Besuch des Regimentschefs Luitpold von Bayern verlieh dieser ihm im Frühjahr 1906 seinen Militärverdienstorden IV. Klasse. Nach Beförderung zum Major am 22. Mai 1908 diente er beim Stabe des 5. Infanterie-Regiments „Kronprinz“ Nr. 104 in Chemnitz. 1909 wurde er mit dem Ritterkreuz I. Klasse des Albrechts-Ordens ausgezeichnet. 1911 wurde er Kommandeur des I. Bataillons des 9. Infanterie-Regiments Nr. 133. In dieser Eigenschaft erfolgte am 8. Dezember 1913 seine Beförderung zum Oberstleutnant.
Nach Ausbruch des Ersten Weltkrieges avancierte Foehr am 24. Dezember 1914 zum Kommandeur des 5. Infanterie-Regiments „Kronprinz“ Nr. 104 und in dieser Stellung am 28. September 1915 zum Oberst. Innerhalb des Gardekorps nahm er mit seinem Verband an der Herbstschlacht bei La Bassée und Arras teil, wo er sich durch persönliche Erkundungen und die vorzügliche Haltung seines Regiments während der täglichen schweren Kämpfe bewährte. Dafür wurde Foehr am 20. Oktober 1915 mit dem Ritterkreuz des Militär-St.-Heinrichs-Ordens ausgezeichnet. Er wurde in selber Eigenschaft im September 1916 mit dem Offizierskreuz mit Schwertern des Albrechts-Ordens ausgezeichnet. Er wurde gegen Kriegsende wieder Angehöriger des Infanterie-Regiments Nr. 133 und war als Stabsoffizier bei der stellvertretenden 8. Infanterie-Brigade Nr. 89 tätig.
Unter Verleihung des Charakters als Generalmajor wurde Foehr am 2. September 1918 in Genehmigung des Abschiedsgesuch mit der Erlaubnis zum Tragen seiner Uniform zur Disposition gestellt.
Er war ein großer Jagdenthusiast.